# Neocnecus minor
Neocnecus minor är en skalbaggsart som beskrevs av Phillip B. Carne 1957. Neocnecus minor ingår i släktet Neocnecus och familjen Dynastidae. Inga underarter finns listade i Catalogue of Life.